# Nectandra cordata
Nectandra cordata är en lagerväxtart som beskrevs av J.G. Rohwer. Nectandra cordata ingår i släktet Nectandra och familjen lagerväxter. Inga underarter finns listade i Catalogue of Life.